# Ostré (Mała Fatra)
Ostré (1167 m) – szczyt w tzw. Krywańskiej części Małej Fatry na Słowacji. Znajduje się w bocznym, północno-wschodnim grzbiecie Osnicy. Grzbiet ten opada w widły potoków Zázrivka i Biela. W jego zakończeniu znajduje się jeszcze wierzchołek Na Ostrom (931 m). W kierunku południowo-wschodnim odchodzi od Ostrego boczny grzbiet z wierzchołkiem Čiertaže.
Ostré, podobnie jak Osnicę budują skały wapienne – wapienie margliste i margle serii križniańskiej. Na północno-zachodnich, opadających do doliny potoku Biela stokach jest duża polana. Jest to pozostałość dawnej hali pasterskiej. Na zdjęciach lotniczych mapy Słowacji widać, że stoki południowo-wschodnie, opadające do doliny Zázrivki są w trakcie zarastania młodym lasem – dawniej również była to wielka hala pasterska.
Ostré jest dobrze widoczne z grani Wielkiego Rozsutca. Nie prowadzi przez nie żaden znakowany szlak turystyczny, ale obydwa stoki Ostrégo trawersuje droga leśna. U podnóży Ostrégo, w dolinie potoku Biela znajduje się należące do miejscowości Zázrivá osiedle Biela.